# Annona atabapensis
Annona atabapensis là một loài thực vật]] thuộc họ Annonaceae. Đây là loài đặc hữu của Venezuela.